# Bitwa pod Mutą
Bitwa pod Mutą – starcie zbrojne, które miało miejsce w roku 629 w trakcie walk bizantyńsko-arabskich.
Do starcia doszło pod Mutą na wschód od południowych krańców Morza Martwego. We wrześniu 629 roku oddział w sile 3000 Arabów dowodzonych przez adoptowanego syna proroka Mahometa – Zajda ibn Harisę wyruszył po zakup mieczy do Muty. W pobliżu granicy doszło do bitwy z Bizantyńczykami, którzy rozbili oddział arabski, zmuszając go do ucieczki. W walce śmierć poniósł Zajda ibn Harisa.